# Amalie von Peter
Amalie von Peter, také Amalia de Peter, Amalie Petter, česky Amálie šlechtična z Peterů, (28. června 1807 Memmingen – 3. listopadu 1853 Praha) byla německá malířka portrétních miniatur i oltářních obrazů, činná posledních 15 let svého života v Praze a na panství Valdštejnů-Vartenberků v Litomyšli. 

## Život
Narodila se v rodině bavorského advokáta a člena královského dvorního soudu Aloise von Petera a jeho manželky Marie Anny, rozené Angermeierové.
Byla první ženou, které bylo povoleno studovat malířství na Akademii v Mnichově, a to dokonce od 14 let věku, zatímco oficiální předpis zněl po absolutoriu nižšího gymnasia. Zvolila si obor portrétní malby. 
Malovala miniatury technikou olejomalby, také kreslila na litografický kámen a později malovala velké oltářní obrazy. Působila v Mnichově a pravděpodobně také ve Vídni. Již v polovině 30. let přijela za klienty do Prahy, původně jen na krátko. Ale našla výhodné uplatnění, takže zde strávila posledních 15 let svého života. Byla první akademicky vzdělanou malířkou v Čechách a již v roce 1839 se pěti portréty zúčastnila výstavy Společnost vlasteneckých přátel umění a absolventů Pražské akademie, konané v Klementinu.
V letech 1840–1848 působila ve službách Adama I. z Valdštejna-Vartenberka († 1848) a jeho manželky Kajetány na zámku v Litomyšli. Vyučovala hraběcí děti kreslení a malbě a členy rodiny portrétovala. Mimo to namalovala tři oltářní obrazy pro piaristický kostel v Litomyšli, na nichž za modely k postavám andělů sloužily děti Valdštejnů. 
Příbuzenství stejnojmenné dámy, dcery plzeňského rodáka Johann Petera, žijící v Praze v letech 1856-po 1891, zatím nebylo prokázáno.

## Dílo (výběr)

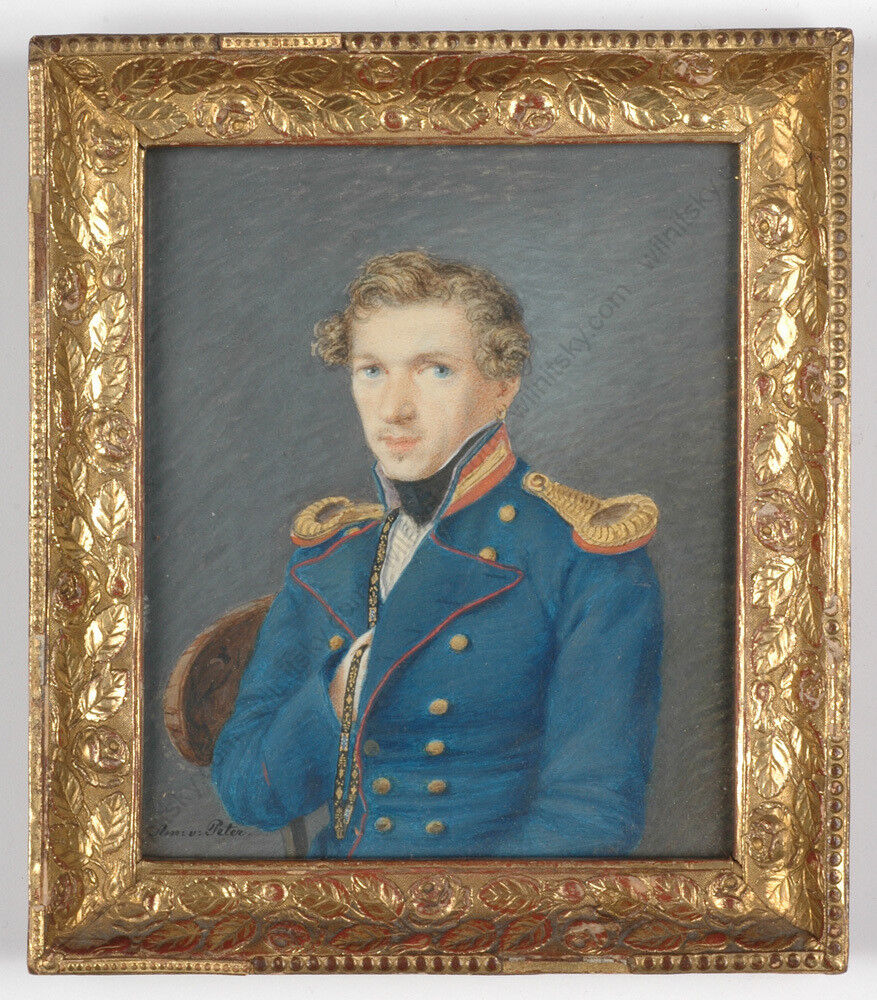
Miniatura barona Otty von Stutterheim

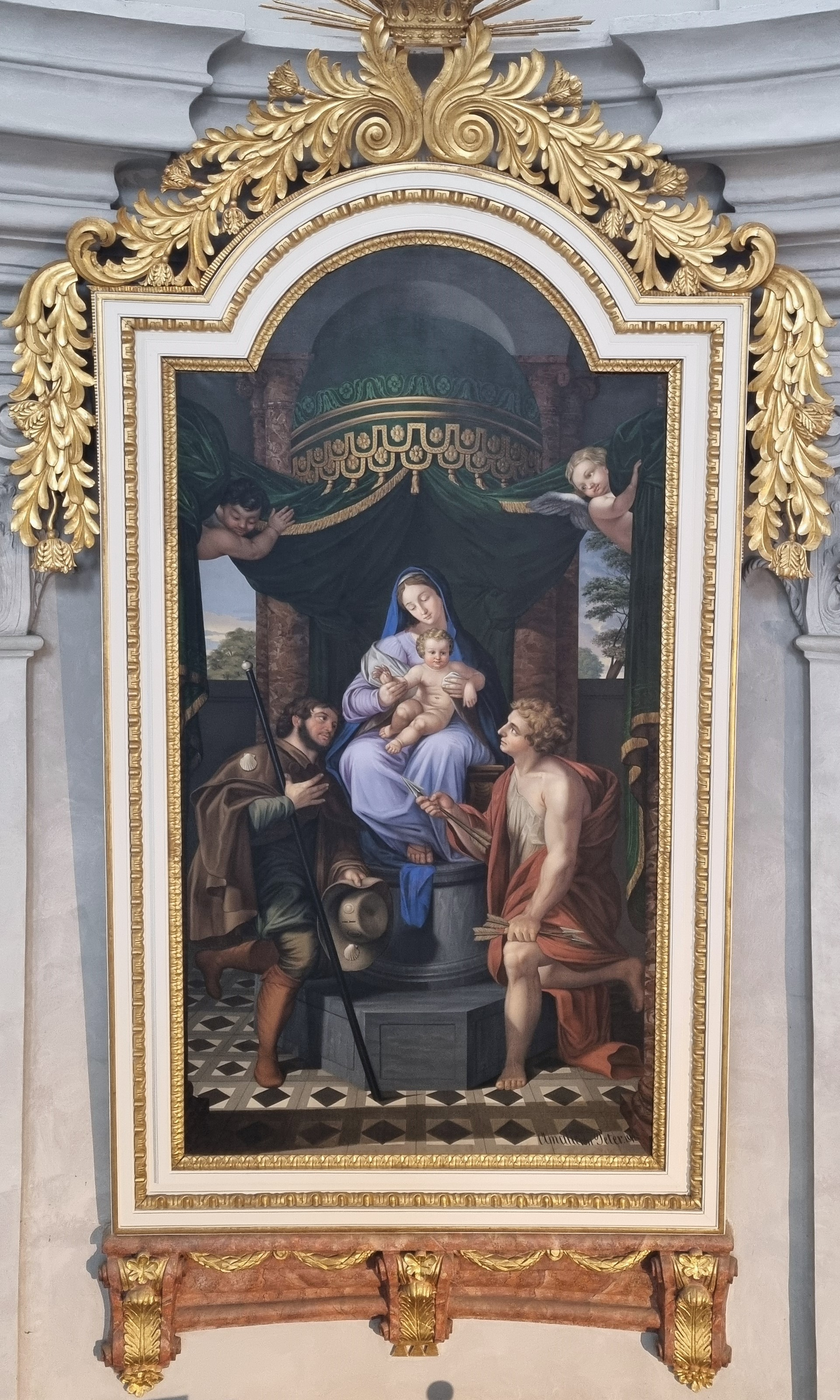
Panna Marie s dítětem se sv. Rochem a sv. Šebestiánem, kostel Nalezení sv. Kříže v Litomyšli (1843)

- Miniatura barona Otto von Stutterheima v uniformě poručíka bavorské armády († 12. 12. 1872), olejomalba, kolem 1840
- Miniatura dívky s pektorálním křížkem, kolem 1840[3]
- Miniatura Johanny Jungmannové, rozené Světecké z Černčic, manželky filologa Josefa Jungmanna, olejomalba, (1839), Národní muzeum
- Miniatura Julie Šafaříkové, manželky filologa Pavla Josefa Šafaříka, olejomalba na plátně, (1839), Národní muzeum v Praze [4]
- Miniatura Zuzany Šafaříkové-Ambrózyové de Séden (1803-1876), tchyně Pavla Josefa Šafaříka, olejomalba na plátně, 1839,  Národní muzeum v Praze[5]
- Tři oltářní obrazy v piaristickém kostele v Litomyšli
  - Apoteóza sv. Václava mezi anděly, olejomalba (1842)
  - Panna Marie s dítětem se sv. Rochem a sv. Šebestiánem, olejomalba (1843)
  - Svatý Josef Kalasanský, olejomalba na dřevě (1847)
- Portrét Johanny Hartmannové (1827-1863), olejomalba na plátně, kolem 1850, Národní muzeum v Praze[6] (autorství připsáno)